# スピリット・スクワッド
ザ・スピリット・スクワッド（The Spirit Squad）は、かつてアメリカ合衆国のプロレス団体WWEのRAWに登場したプロレスラーのユニット。メンバーはケニー、ジョニー、ニッキー、マイキー、ミッチの5人。日本でWWEを放送しているJ SPORTSでは、スピリット応援団という字幕となっていた。
メンバー全員がWWEのファーム団体OVWの出身であるが、ニッキーはチャボ・ゲレロがカーウィン・ホワイトという中流白人ギミックをしていた時期にキャディー役でRAWに登場しており、ミッチは2004年に開催された100万$タフイナフのファイナリストに残っていた。WWE内では、全員が団体の将来を担いうる有望株と目されていた。
登場から一貫してヒールのユニットであり、ビンス・マクマホン、シェイン・マクマホンの派閥に付いていた。試合ではほとんど1対1の戦いはせず、タッグ、もしくはメンバー5人全員が出場するハンディキャップ・マッチを得意としていた。タッグ・マッチでも必ず他のメンバーがセコンドとして試合に介入していた。

## 概要
2006年1月23日に開催されたRAWでのジェリー・ローラー対ジョナサン・コーチマン戦に乱入したのが初登場である。2月16日のRAWでのショーン・マイケルズとビンスのマイクパフォーマンス中に登場し、マイケルズを侮辱するパフォーマンスをする。以降マイケルズとの抗争をスタートさせ、同時にマイケルズと抗争状態にあったビンス、シェイン親子のアシストに回るようになった。4月2日に開催されたレッスルマニア22でのマイケルズ対ビンス戦にも乱入している。
レッスルマニア22翌日の4月3日のRAWでビッグ・ショー&ケインが保持する世界タッグ王座を奪取。メンバー全員での反則による勝利だが、建前上は試合に出場したケニーとマイキーが王座を保持している。後にケインがヒールターンしてビッグ・ショーとのチームを解散した為に、この2人との抗争は行っていない。
4月30日に開催されたバックラッシュ2006でのマイケルズ対ビンス&シェインのハンディキャップ・マッチにも乱入し、実質1対7の構図を作り上げてビンス&シェインの勝利に貢献した。
その後もマイケルズとの抗争は続いたが、6月12日のRAWで当時ビンスと険悪になっていたトリプルHとハンディキャップ・マッチで対戦。トリプルHが劣勢となっていた試合終盤でマイケルズが乱入し、トリプルHを救出。かつて1990年代にWWEを沸かせたユニット、D-ジェネレーションX（略称DX）の再結成の引き金となった。6月25日に開催されたヴェンジェンス2006でDXと対戦するも敗退。
その後クライム・タイム等の新ユニットに敗北するなどでチームは不仲になり、11月5日に行われたサイバー・サンデー2006で、リック・フレアーとロディ・パイパーにタッグ王座を奪取された。2007年にケニーを除くメンバーはOVWに降格され、ユニットとしては消滅した。さらに同年、ミッチはWWEを解雇された。その後、WWEに在籍しているのはドルフ・ジグラーと名を改めたニッキーのみであったが、2016年にケニーとマイキーがWWEに登場し、タッグチームとしてスピリット・スクワッドは一時復活。ジグラーとの対立ストーリーが始まり、WWE・スマックダウン・タッグチーム王座にも挑戦した。

## 獲得タイトル
WWE
- 世界タッグ王座 : 1回（ケニー&マイキー&ジョニー&ニッキー&ミッチ）